# Felina (plaats)
Felina is een plaats (frazione) in de Italiaanse gemeente Castelnovo ne' Monti, provincie Reggio Emilia.

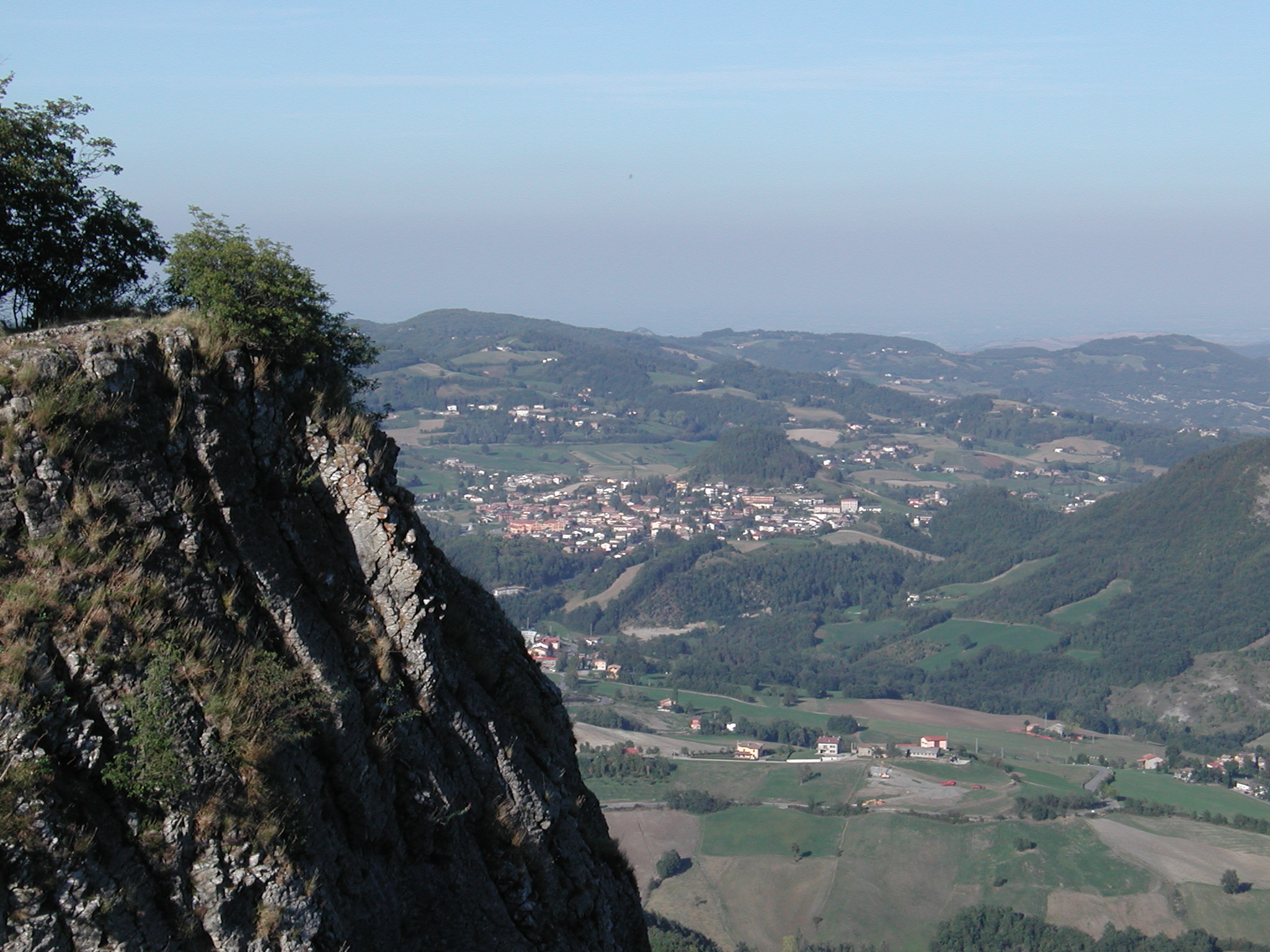
Felina